# دنیس دوورن
دنیس دوورن (انگلیسی: Denis Duverne؛ زادهٔ ۳۱ اکتبر ۱۹۵۳) مدیر اجرایی اهل فرانسه است، که هم‌اکنون به‌عنوان رئیس هیئت مدیره شرکت بیمه آکسا فعالیت می‌کند.